# Max Chilton
Maximilian Alexander Chilton (Reigate, Surrey, Inglaterra, Reino Unido; 21 de abril de 1991) más conocido como Max Chilton, es un piloto británico de automovilismo de velocidad. Participó en las temporadas 2013 y 2014 de Fórmula 1 con Marussia F1 Team. Actualmente compite para el equipo Carlin Motorsport en IndyCar Series.

## Fórmula 1
A finales de 2012, Marussia F1 Team anuncia su contratación como piloto probador y debutó en los entrenamientos libres del Gran Premio de Abu Dhabi, además de participar en los testes de jóvenes pilotos con la escudería rusa (como había hecho un año antes con Force India).
En 2013 fue piloto oficial de Fórmula 1 en el equipo Marussia. A pesar de terminar el último en la clasificación general, fue el único piloto de la parrilla que no sufrió un abandono en toda la temporada, lo que constituyó un récord en un piloto novato.
En enero de 2014 se confirmó su renovación. Finalmente, su impresionante racha de carreras terminadas se quedó en 25 al colisionar con su compañero en Montreal. Se quedó sin volante debido a los problemas económicos de su equipo, que le impidieron participar en las últimas rondas de la temporada.

## Indy Lights e IndyCar
En 2015, debutó en las Indy Lights con Carlin Motorsport. Terminó quinto en el campeonato, con una victoria y otros cinco podios.
El 1 de febrero de 2016, fue confirmado como nuevo piloto del coche #8 de Ganassi. Obtuvo un séptimo puesto en el óvalo de Phoenix y un décimo puesto en el autódromo de Watkins Glen como únicos top 10, y acabó 19.º en el campeonato.
Continuando con Ganassi en 2017, el británico finalizó cuarto en las 500 Millas de Indianápolis, luego de haber liderado 50 de las 200 vueltas, en su mayoría en el último tercio de la prueba. En total acumuló seis top 10 para acabar 11.º en el campeonato. El año siguiente Chilton pasó al equipo Carlin, no logró ningún top 10 en toda la temporada y quedó ubicado 19.º en el campeonato, siendo el peor piloto ubicado de los que participaron en todas las carreras.
Desde 2019, Chilton ha pasado a correr las carreras de circuitos y las 500 Millas de Indianápolis. Ha obtenido un décimo puesto en Road America 2021.

## Resumen de carrera
| Temporada | Categoría            | Equipo                   | Carreras | Victorias | Poles | VR | Podios | Puntos | Pos. |
| --------- | -------------------- | ------------------------ | -------- | --------- | ----- | -- | ------ | ------ | ---- |
| 2005      | T Cars               |                          | ?        | ?         | ?     | ?  | 7      | ?      | 8.º  |
| 2005      | T Cars Autumn Trophy |                          | 7        | 0         | 0     | 0  | 4      | 106    | 3.º  |
| 2006      | T Cars               | Tomax                    | 20       | 7         | 7     | ?  | 14     | 167    | 2.º  |
| 2007      | Fórmula 3 Británica  | Arena Motorsport         | 20       | 0         | 0     | 0  | 0      | 0      | 18.º |
| 2008      | Fórmula 3 Británica  | Hitech Racing            | 22       | 0         | 2     | 1  | 2      | 72     | 10.º |
| 2009      | Fórmula 3 Británica  | Carlin Motorsport        | 20       | 1         | 4     | 2  | 5      | 171    | 4.º  |
| 2010      | GP2 Series           | Ocean Racing Technology  | 20       | 0         | 0     | 0  | 0      | 3      | 25.º |
| 2011      | GP2 Series           | Carlin                   | 18       | 0         | 0     | 0  | 0      | 4      | 20.º |
| 2012      | GP2 Series           | Marussia Carlin GP2 Team | 24       | 2         | 2     | 0  | 4      | 169    | 4.º  |
| 2013      | Fórmula 1            | Marussia F1 Team         | 19       | 0         | 0     | 0  | 0      | 0      | 23.º |
| 2014      | Fórmula 1            | Marussia F1 Team         | 15       | 0         | 0     | 0  | 0      | 0      | 21.º |
| 2015      | Indy Lights          | Carlin Motorsport        | 14       | 1         | 3     | 2  | 6      | 258    | 5.º  |
| 2016      | IndyCar Series       | Chip Ganassi Racing      | 16       | 0         | 0     | 1  | 0      | 267    | 19.º |
| 2017      | IndyCar Series       | Chip Ganassi Racing      | 17       | 0         | 0     | 0  | 0      | 396    | 11.º |
| 2018      | IndyCar Series       | Carlin                   | 17       | 0         | 0     | 0  | 0      | 223    | 19.º |
| 2019      | IndyCar Series       | Carlin                   | 12       | 0         | 0     | 0  | 0      | 184    | 22.º |
| Fuente:   |                      |                          |          |           |       |    |        |        |      |

## Resultados

### GP2 Asia Series
(Clave) (negrita indica pole position) (cursiva indica vuelta rápida puntuable)

| Año     | Escudería               | 1    | 1    | 2    | 2    | 3    | 3    | 4    | 4    | Pos. | Puntos | Ref.   |
| ------- | ----------------------- | ---- | ---- | ---- | ---- | ---- | ---- | ---- | ---- | ---- | ------ | ------ |
| 2009-10 |                         | YMC1 | YMC1 | YMC2 | YMC2 | SAK1 | SAK1 | SAK2 | SAK2 | 18.º | 2      | [ 9 ]  |
| 2009-10 | Barwa Addax Team        | 16   | 17   |      |      | 18   | 12   | 19†  | 15   | 18.º | 2      | [ 9 ]  |
| 2009-10 | Ocean Racing Technology |      |      | 8    | 6    |      |      |      |      | 18.º | 2      | [ 9 ]  |
| 2011    | Carlin                  | YMC  | YMC  | IMO  | IMO  |      |      |      |      | 22.º | 0      | [ 10 ] |
| 2011    | Carlin                  | 12   | 18   | 21   | 15   |      |      |      |      | 22.º | 0      | [ 10 ] |

### GP2 Series
(Clave) (negrita indica pole position) (cursiva indica vuelta rápida puntuable)

| Año  | Escudería                | 1   | 1   | 2   | 2   | 3   | 3   | 4   | 4   | 5   | 5   | 6   | 6   | 7   | 7   | 8   | 8   | 9   | 9   | 10  | 10  | 11  | 11  | 12  | 12  | Pos. | Puntos | Ref.   |
| ---- | ------------------------ | --- | --- | --- | --- | --- | --- | --- | --- | --- | --- | --- | --- | --- | --- | --- | --- | --- | --- | --- | --- | --- | --- | --- | --- | ---- | ------ | ------ |
| 2010 | Ocean Racing Technology  | BAR | BAR | MON | MON | EST | EST | VAL | VAL | SIL | SIL | HOC | HOC | BUD | BUD | SPA | SPA | MNZ | MNZ | YMC | YMC |     |     |     |     | 24.º | 3      | [ 11 ] |
| 2010 | Ocean Racing Technology  | 18  | 16  | Ret | 14  | 9   | 11  | Ret | 11  | 19  | 19  | 19  | 16  | 17  | 16  | 17  | 11  | 8   | 5   | 12  | 12  |     |     |     |     | 24.º | 3      | [ 11 ] |
| 2011 | Carlin                   | EST | EST | BAR | BAR | MON | MON | VAL | VAL | SIL | SIL | NÜR | NÜR | BUD | BUD | SPA | SPA | MNZ | MNZ |     |     |     |     |     |     | 20.º | 4      | [ 12 ] |
| 2011 | Carlin                   | Ret | 17  | 12  | 11  | 7   | 6   | Ret | Ret | Ret | 19  | 17  | 6   | 18  | Ret | 15  | 16  | Ret | 18  |     |     |     |     |     |     | 20.º | 4      | [ 12 ] |
| 2012 | Marussia Carlin GP2 Team | KUA | KUA | SAK | SAK | SAK | SAK | BAR | BAR | MON | MON | VAL | VAL | SIL | SIL | HOC | HOC | BUD | BUD | SPA | SPA | MNZ | MNZ | SIN | SIN | 4.º  | 169    | [ 13 ] |
| 2012 | Marussia Carlin GP2 Team | 3   | 7   | 4   | 5   | 5   | 13  | 7   | 5   | 5   | 2   | 7   | 4   | 9   | 19† | 14  | Ret | 1   | 11  | 12  | 22  | 4   | 6   | 1   | 19  | 4.º  | 169    | [ 13 ] |

### Fórmula 1
(Clave) (negrita indica pole position) (cursiva indica vuelta rápida)

| Año     | Escudería        | 1      | 2      | 3      | 4      | 5      | 6      | 7       | 8      | 9      | 10     | 11     | 12     | 13      | 14     | 15     | 16      | 17     | 18     | 19     | 20  | Pos. | Puntos |
| ------- | ---------------- | ------ | ------ | ------ | ------ | ------ | ------ | ------- | ------ | ------ | ------ | ------ | ------ | ------- | ------ | ------ | ------- | ------ | ------ | ------ | --- | ---- | ------ |
| 2012    | Marussia F1 Team | AUS    | MYS    | CHN    | BHR    | ESP    | MON    | CAN     | EUR    | GBR    | GER    | HUN    | BEL    | ITA     | SIN    | JPN    | RCO     | IND    | ABU TD | USA    | BRA |      |        |
| 2013    | Marussia F1 Team | AUS 17 | MYS 16 | CHN 17 | BHR 20 | ESP 19 | MON 14 | CAN 19  | GBR 17 | GER 19 | HUN 17 | BEL 19 | ITA 20 | SIN 17  | RCO 17 | JPN 19 | IND 17  | ABU 21 | USA 21 | BRA 19 |     | 23.º | 0      |
| 2014    | Marussia F1 Team | AUS 13 | MYS 15 | BHR 13 | CHN 19 | ESP 19 | MON 14 | CAN Ret | AUT 17 | GBR 16 | GER 17 | HUN 16 | BEL 16 | ITA Ret | SIN 17 | JPN 18 | RUS Ret | USA    | BRA    | ABU    |     | 21.º | 0      |
| Fuente: |                  |        |        |        |        |        |        |         |        |        |        |        |        |         |        |        |         |        |        |        |     |      |        |

### IndyCar Series
(Clave) (negrita indica pole position) (cursiva indica vuelta rápida)

| Año  | Equipo              | Motor     | 1      | 2      | 3      | 4      | 5      | 6       | 7       | 8       | 9      | 10     | 11     | 12     | 13     | 14     | 15     | 16     | 17  | Pos. | Puntos |
| ---- | ------------------- | --------- | ------ | ------ | ------ | ------ | ------ | ------- | ------- | ------- | ------ | ------ | ------ | ------ | ------ | ------ | ------ | ------ | --- | ---- | ------ |
| 2016 | Chip Ganassi Racing | Chevrolet | STP 17 | PHO 7  | LBH 14 | ALA 21 | IGP 14 | INDY 15 | DET1 21 | DET2 22 | ROA 20 | IOW 19 | TOR 18 | MDO 16 | POC 13 | TXS 15 | WGL 10 | SNM 16 |     | 19.º | 267    |
| 2017 | Chip Ganassi Racing | Honda     | STP 16 | LBH 14 | ALA 12 | PHO 20 | IGP 7  | INDY 5  | DET1 11 | DET2 15 | TXS 8  | ROA 9  | IOW    | TOR    | MDO    | POC    | GAT    | WGL    | SNM | 11.º | 251    |